# Francesco Foscari
Francesco Foscari (1373-1457) was van 1423 tot 1457 de doge van Venetië op het hoogtepunt van de Italiaanse renaissance. Ondanks waarschuwingen van zijn voor vrede pleitende voorganger Tommaso Mocenigo werd havik Foscari in 1423 tot doge gekozen. Deze ging in op het verzoek van Florence om een alliantie te vormen tegen Milaan. Die stad werd geleid door Visconti, die heel Italië onder zijn heerschappij wilde brengen. Ondanks grote overwinningen voor Venetië was de oorlog bijzonder kostbaar voor de stad en haar bondgenoot. Uiteindelijk konden de aanhouders na dertig jaar vrijwel onafgebroken oorlog winnen: de strijdkrachten van Milaan, onder de bekwame leiding van Francesco Sforza, versloegen de Venetianen. Sforza sloot vrede met Florence, maar liet Venetië stuurloos links liggen.
Tijdens de Eerste Ottomaans-Venetiaanse oorlog kocht hij de stad Thessaloniki van de Byzantijnse gouverneur Andronikos Palaiologos (1423). Foscari verloor de stad aan de Ottomanen in 1430.
Het leven van Foscari was het onderwerp van theaterstuk The Two Foscari (De twee Foscari's) van Lord Byron, dat weer als inspiratiebron diende voor de opera I due Foscari door Giuseppe Verdi. Die opera ging in première op 3 november 1844.